# Nils Wahlgren
Nils August Wahlgren, född 18 maj 1896 i Hedvig Eleonora församling i Stockholm, död 5 november 1987 i Uppsala domkyrkoförsamling i Uppsala län, var en svensk jurist.
Nils Wahlgren tillhörde släkten Wahlgren från Småland. Hans föräldrar var Carl Wahlgren, landskamrerare i Stockholm, och Anna, ogift Mellgren. Brodern Ivar Wahlgren var den förste i släkten som gav sig in på skådespelarbanan och blev far till Hans Wahlgren samt farfar till Niclas, Pernilla och Linus Wahlgren.
Efter studentexamen läste Nils Wahlgren liksom sin far juridik, blev juris kandidat vid Stockholms högskola 1923, stadsnotare Göteborg 1926 och var drätseldirektör i Uppsala 1932–1961. Han blev ordförande i Skandinaviska banken i Uppsala 1960, verkställande direktör och styrelseledamot i AB Centralbadet Uppsala 1943, var likvidator i Uppsala-Enköpings järnvägs AB i likvidation 1943–1952 och mantalsskrivningsombudman 1962. Han var riddare av Vasaorden (RVO) och hade Uppsala stads förtjänstmedalj.
Nils Wahlgren var från 1929 till sin död gift med Anna-Karin Cavalli-Wahlgren (1907–1999), dotter till stadskamreraren, vice häradshövdingen Arvid Cavalli och Märta Catani. De fick fyra barn: Två söner som gick bort i kikhosta samt Nils-Henrik (född 1933) och Micaela (född 1943). Makarna Wahlgren är begravda på Uppsala gamla kyrkogård.